# Kim Nhật Thành
Kim Il-sung (tiếng Triều Tiên: 김일성; Hancha: 金日成; Romaja: Gim Il-seong; McCune–Reischauer: Kim Ilsŏng; Hán-Việt: Kim Nhật Thành, truyền thông Việt Nam gọi ông bằng tên Hán-Việt phổ biến hơn tên gốc tiếng Triều Tiên), tên khai sinh là Kim Song-ju (tiếng Triều Tiên: 김성주; Hancha: 金成柱; Romaja: Gim Seong-ju; McCune–Reischauer: Kim Sŏngju; Hán-Việt: Kim Thành Trụ, 15 tháng 4 năm 1912 – 8 tháng 7 năm 1994) là nhà lãnh đạo đầu tiên của Cộng hòa Dân chủ Nhân dân Triều Tiên (còn gọi là Triều Tiên hoặc Bắc Triều Tiên) từ khi thành lập nước này vào năm 1948 cho đến khi ông qua đời vào năm 1994, là Lãnh tụ của Đảng Lao động Triều Tiên.
Xuất thân từ một chỉ huy du kích trong phong trào kháng chiến chống Nhật của người Triều Tiên, Kim Nhật Thành giữ các chức vụ Thủ tướng từ 1948 đến 1972 và Chủ tịch nước từ năm 1972 đến 1994. Ông cũng là lãnh đạo của Đảng Lao động Triều Tiên (WPK) từ 1949 đến 1994 (với tư cách là Chủ tịch từ 1949 đến 1966 và là Tổng Bí thư sau năm 1966). Lên nắm quyền sau khi Nhật Bản chấm dứt cai trị Triều Tiên năm 1945, Kim Nhật Thành tổ chức cuộc tấn công Nam Triều Tiên vào năm 1950, gây ra sự can thiệp quân sự của Liên Hợp Quốc do Hoa Kỳ lãnh đạo nhằm bảo vệ Nam Triều Tiên. Sau giai đoạn bế tắc của quân đội hai bên trong Chiến tranh Triều Tiên, một hiệp định ngừng bắn đã được ký vào ngày 27 tháng 7 năm 1953. Kim Nhật Thành là người đứng đầu nhà nước/chính phủ (không tính các vị vua, hoàng gia) đương nhiệm lâu thứ hai trong thế kỷ 20, tại vị trong hơn 48 năm.
Dưới sự lãnh đạo của ông, Cộng hòa Dân chủ Nhân dân Triều Tiên đã trở thành một nhà nước xã hội chủ nghĩa với nền kinh tế kế hoạch và sở hữu toàn dân, và có quan hệ chính trị và kinh tế chặt chẽ với Liên Xô. Đến thập niên 1960, người dân Triều Tiên được hưởng mức sống cao hơn Hàn Quốc, vốn đầy bất ổn chính trị và khủng hoảng kinh tế. Tình hình đã bắt đầu đảo ngược vào giữa những năm 1970, khi Hàn Quốc ổn định trở thành một cường quốc kinh tế được đầu tư, viện trợ quân sự của Nhật Bản và Mỹ thúc đẩy và phát triển kinh tế nội bộ, trong khi kinh tế Triều Tiên dần bị đình trệ. Sự khác biệt giữa Triều Tiên và Liên Xô bắt đầu hình thành, trung tâm của sự khác biệt là việc Kim Nhật Thành chuyển từ chủ nghĩa Marx sang triết lý Juche do chính ông sáng tạo, tập trung vào chủ nghĩa dân tộc và sự tự lực tự cường của người Triều Tiên. Mặc dù vậy, nước này vẫn tiếp tục nhận viện trợ và duy trì quan hệ chặt chẽ với Liên Xô (và Khối Đông phương) cho đến khi Liên Xô tan rã vào năm 1991. Việc mất đi viện trợ kinh tế đã ảnh hưởng xấu đến nền kinh tế của Triều Tiên, gây ra nạn đói lan rộng vào năm 1994. Trong thời gian này, CHDCND Triều Tiên cũng chỉ trích sự hiện diện của lực lượng quốc phòng Hoa Kỳ trong khu vực, coi sự hiện diện này là chủ nghĩa đế quốc. CHDCND Triều Tiên đã chiếm giữ tàu USS Pueblo (AGER-2) của Mỹ vào năm 1968.
Kim Nhật Thành nắm quyền trong suốt nhiệm kỳ của sáu Tổng thống Hàn Quốc, mười Tổng thống Hoa Kỳ và sự cai trị của quốc vương Anh George VI và sau đó là con gái Elizabeth II. Được biết đến như là Nhà lãnh đạo vĩ đại (Suryong), ông là tâm điểm của sự sùng bái lãnh tụ trong hệ thống chính trị trong nước ở Triều Tiên.
Tại Đại hội WPK lần thứ 6 năm 1980, con trai lớn của ông Kim Jong-il đã được bầu làm thành viên Đoàn chủ tịch và được chọn làm người thừa kế cho vị trí lãnh đạo tối cao. Sinh nhật của Kim Il-sung là một ngày lễ ở Cộng hòa Dân chủ Nhân dân Triều Tiên được gọi là "Ngày của mặt trời". Năm 1998, Kim Il-sung được vinh danh là "Chủ tịch vĩnh viễn của nước Cộng hòa Dân chủ Nhân dân Triều Tiên
". Trong thời kỳ cầm quyền của ông, phương Tây mô tả Triều Tiên là một quốc gia chuyên chế với các hành vi được phương Tây cho là vi phạm nhân quyền trên diện rộng, bao gồm các báo buộc về xử bắn hàng loạt và các trại tù.

## Tiểu sử

### Tranh cãi về tiểu sử
Có một số tranh cãi xung quanh sự nghiệp của Kim trước khi thành lập Cộng hòa Dân chủ Nhân dân Triều Tiên, có người cho rằng ông là một kẻ mạo danh. Một số nguồn tin cho rằng cái tên "Kim Il-sung" trước đây đã được sử dụng bởi một lãnh đạo nổi tiếng đầu tiên của kháng chiến Triều Tiên, Kim Kyung-cheon. :44 Sĩ quan Liên Xô Grigory Mekler, người làm việc với Kim trong thời kỳ Liên Xô đóng quân ở miền bắc bán đảo Triều Tiên, nói rằng Kim đã lấy tên này từ một cựu chỉ huy đã chết. Tuy nhiên, nhà sử học Andrei Lankov đã lập luận rằng các nghi ngờ này khó có thể là đúng. Một số nhân chứng biết Kim trước và sau thời gian ở Liên Xô, bao gồm cả cấp trên của ông, Châu Bảo Trung, người đã bác bỏ sự tồn tại của Kim "thứ hai" trong nhật ký của mình. :55 Nhà sử học Bruce Cumings chỉ ra rằng các sĩ quan Nhật Bản từ Đạo quân Quan Đông đã chứng thực danh tiếng của Kim Nhật Thành như một nhân vật kháng chiến chống lại họ. :160–161 Các nhà sử học thường chấp nhận quan điểm rằng, trong khi những chiến công của Kim bị sự sùng bái lãnh tụ cường điệu quá mức, thực tế ông vẫn là một nhà lãnh đạo du kích nổi trội trong cuộc chiến chống Nhật.

### Gia thế

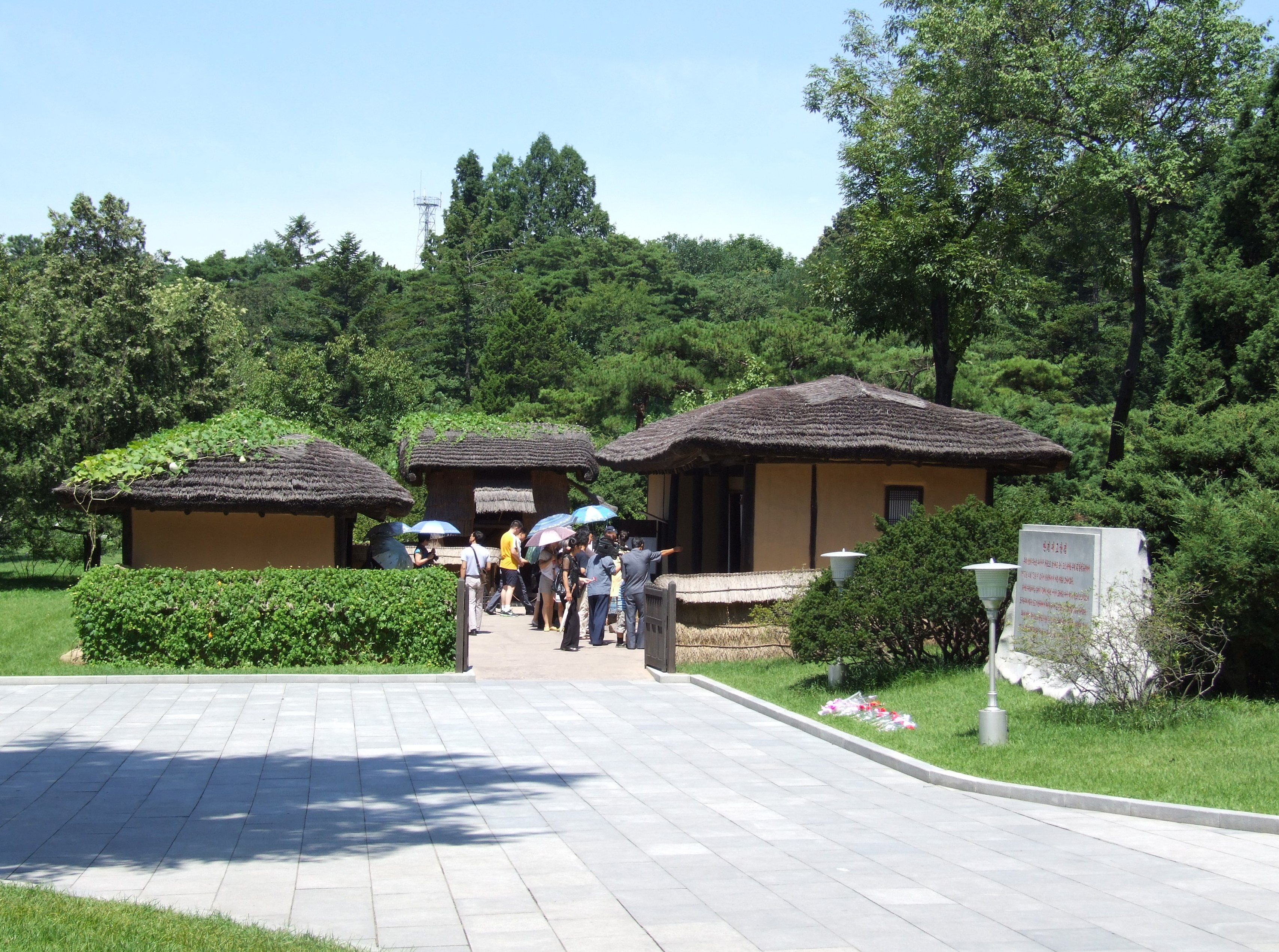
Mangyŏngdae, nơi sinh của Kim Nhật Thành

Kim Nhật Thành là con của Kim Hyŏng-jik (김형직) và Kang Pan-sŏk (강반석), với tên khai sinh là Kim Sŏng-ju (김성주 / Kim Thành Trụ), và là anh cả của hai em trai, Ch’ŏl-chu and Yŏng-ju. Ông sinh ra ở Nam-ri, ấp Kophyŏng, quận Taedong, đạo Bình An Nam - tức Vạn Cảnh Đài (Mangyŏngdae), thuộc Bình Nhưỡng ngày nay - khi đó còn dưới sự chiếm đóng của Nhật Bản.
Tổ tiên của gia đình Kim là ở Chŏnju, đạo Bắc Chŏlla. Những gì được biết về gia tộc này rất ít ỏi, đó là trong thời gian chiến tranh Triều Tiên - Nhật Bản (1592-1598), một tổ tiên trực hệ đã di cư về phía Bắc. Điều này có thể hiểu được nếu ta biết được rằng chính sách định cư ở miền Bắc của nhà Triều Tiên khi đó đã dẫn tới một cuộc tái định cư ồ ạt của các gia đình nông dân ở vùng P'yŏng'an và Hamgyŏng trong thế kỷ thứ XV và XVI. Dù gì đi nữa, với đa số người họ Kim gốc Chŏnju, ngày nay sống ở CHDCND Triều Tiên, và những gì còn sót lại của phả hệ họ Kim gốc Chŏnju có những ghi nhận không thống nhất. Hơn nữa, có tin đồn rằng khi Cộng hòa Dân chủ Nhân dân Triều Tiên chiếm được Seoul trong chiến tranh Triều Tiên, quân đội của họ đã thu thập tất cả các phả hệ họ Kim gốc Chŏnju và mang chúng lên phía Bắc.
Lịch sử chính xác của gia đình của Kim còn mơ hồ. Gia đình họ không quá nghèo nhưng cũng không dư dả, luôn trong tình trạng cận đói nghèo. Kim nói rằng ông được nuôi dạy trong một gia đình Tin Lành Trưởng lão, rằng ông ngoại của ông là một mục sư Tin Lành, cha của ông đã học ở một trường truyền giáo và là một trưởng lão trong nhà thờ và rằng cha mẹ ông đều hoạt động tích cực trong cộng đồng tôn giáo. Theo thông tin chính thức, gia đình Kim tham gia vào phong trào kháng Nhật, vào năm 1920, họ phải di cư sang Mãn Châu, nơi ông học thành thạo tiếng Trung. Những nguồn tin khác thì cho rằng gia đình ông di cư đến Mãn Châu như bao người Triều Tiên chạy trốn nạn đói khi đó. Dù vậy, gia đình của Kim rõ ràng không đóng vai trò lãnh đạo lớn trong những nhóm hoạt động, dù cho động cơ của họ là truyền giáo, tuyên truyền lòng yêu nước, hay cả hai, đều không rõ ràng.

### Tham gia phong trào kháng chiến chống Nhật

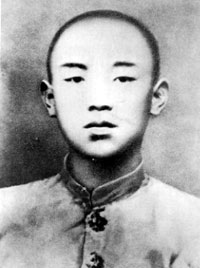
Kim Nhật Thành thời trẻ

Cha mất vào năm 1925, khi Kim được 13 tuổi. Khi đó, ông đang học ở Trường Trung học Dục Văn ở Cát Lâm, nơi ông từ bỏ truyền thống phong kiến của những người Triều Tiên thế hệ trước và có cảm tình với hệ tư tưởng của Chủ nghĩa cộng sản. Ông còn được cho là đã thành lập hội "T'ŭdŭ" (T'ado Cheguk Chuŭi Tongmaeng, Đả đảo Đế quốc Chủ nghĩa Đồng minh), một tổ chức chủ trương chống Đế quốc Nhật và ủng hộ Chủ nghĩa Marx - Lenin, được xem là tổ chức đầu tiên tiền thân của Đảng Lao động Triều Tiên sau này. Việc học tập chính quy của ông kết thúc khi ông bị bắt và bị tống giam vì những hoạt động chống Nhật Bản. Vào tuổi 17, Kim trở thành thành viên trẻ tuổi nhất của tổ chức theo chủ nghĩa Mác hoạt động ngầm với chưa đầy 20 thành viên, do Hŏ So, người thuộc Hội thanh niên Cộng sản Nam Mãn Châu, lãnh đạo. Cảnh sát khám phá ra nhóm này ba tuần sau khi được thành lập vào năm 1929, và Kim bị tống giam vài tháng.
Ông gia nhập nhóm du kích Triều Tiên chống Nhật ở bắc Trung Hoa, và gia nhập Đảng Cộng sản Trung Quốc năm 1931. Đầu năm 1932, ông là phái khiển của Đặc khu ủy Đông Mãn tại đội Du kích phản Nhật huyện An Đồ. Năm 1935, ông được chỉ định là Chính ủy Đại đội du kích phản Nhật Uông Thanh, Chính ủy Trung đoàn 3, Sư đoàn độc lập, Quân đoàn 2, Quân Cách mạng Nhân dân Đông Bắc, chỉ huy khoảng 160 quân. Chính ở đây Kim đã gặp người sau này trở thành người đỡ đầu ông trở thành người cộng sản, Wei Zhengmin, sĩ quan trực tiếp của Kim, người lúc đó đang là Chính ủy của Liên quân Kháng Nhật Đông Bắc. Wei báo cáo trực tiếp lên Khang Sinh, một đảng viên cấp cao gần gũi với Mao Trạch Đông ở Diên An, cho đến khi Wei chết vào ngày 8 tháng 3 năm 1941.
Năm 1937, Kim được nâng lên làm Sư trưởng Sư đoàn 3 (sau đổi phiên hiệu thành Sư đoàn 6), Quân đoàn 2, Liên quân Kháng Nhật Đông Bắc, khi mới 24 tuổi, điều khiển vài trăm quân du kích trong một nhóm được biết đến với tên "sư đoàn của Kim Nhật Thành". Chính khi ông chỉ huy sư đoàn này, ông đã thực hiện một cuộc đột kích quân Nhật tại Poch’onbo, vào ngày 4 tháng 6. Mặc dù đơn vị của Kim chỉ giành được một số thị trấn nhỏ ở biên giới Triều Tiên trong vài giờ, nó được xem là một thành công về quân sự vào thời điểm đó, khi đơn vị du kích đã trải qua rất nhiều khó khăn trong việc chiếm bất kỳ vùng đất nào của địch. Thành công này đã khiến Kim nổi tiếng ở mức độ nào đó trong lực lượng du kích Trung Quốc, và sách sử của Cộng hòa Dân chủ Nhân dân Triều Tiên sau này đưa nó thành một thắng lợi mở đầu cho phong trào chống Nhật tại Triều Tiên.
Năm 1938, Kim nhậm chức Chỉ huy trưởng Phương diện quân số 2, Đệ Nhất Lộ quân của Liên quân Kháng Nhật Đông Bắc. Lúc này, Kim đổi tên mình thành Kim Nhật Thành, với ý nghĩa "trở thành mặt trời". Vào cuối cuộc chiến tranh, cái tên này đã trở thành huyền thoại ở Triều Tiên, vài nhà sử học cho rằng thực ra không phải do bản thân Kim Sŏng-ju làm cho cái tên này nổi tiếng. Tuyên truyền viên Xô viết Grigory Mekler, người yêu cầu chuẩn bị cho Kim lãnh đạo CHDCND Triều Tiên, đã nói rằng Kim lấy tên này khi ở Liên Xô vào đầu những năm 1940 từ một người chỉ huy cũ đã chết trận.
Mặt khác, một số người Triều Tiên chỉ đơn giản là không tin rằng một người trẻ tuổi như Kim lại có thể trở thành một huyền thoại. Tuy nhiên, Sử gia Andrei Lankov cho rằng tin đồn Kim Nhật Thành được tráo đổi với một Kim "gốc" nào đó là không đúng. Bản thân Kim đã là một lãnh đạo cấp cao khi đó, ông không có lý do phải đổi tên theo một chỉ huy nào khác. Một số nhân chứng biết Kim trước và sau thời gian ông ở Liên Xô, bao gồm cả Chu Bảo Trung, cấp trên của ông, người đã phủ nhận việc tồn tại một Kim "thứ hai" trong nhật ký của mình.
Năm 1941, Đạo quân Quan Đông của đế quốc Nhật Bản mở cuộc tiễu trừ vào các căn cứ của Liên quân Kháng Nhật Đông Bắc. Đệ Nhất Lộ quân bị thiệt hại trầm trọng, quân số còn lại hợp thành Chi đội số 1, do Kim làm Chi đội trưởng. Bị quân đội Nhật truy kích, Kim và các đồng chí của mình đã trốn thoát bằng cách vượt sông Amur chạy sang Liên Xô. Năm 1942, ông Kim và đội quân của mình được gửi tới đóng quân gần Khabarovsk, tại đây, các du kích kháng chiến Triều Tiên được các sĩ quan Xô viết huấn luyện lại và tập hợp lại với danh nghĩa Lữ đoàn bộ binh độc lập 88 thuộc Phương diện quân Viễn Đông. Kim trở thành Đại úy trong Hồng quân Xô viết và phục vụ ở đó cho đến cuối Thế chiến thứ hai.

## Hoạt động ở Triều Tiên

### Trở về Triều Tiên

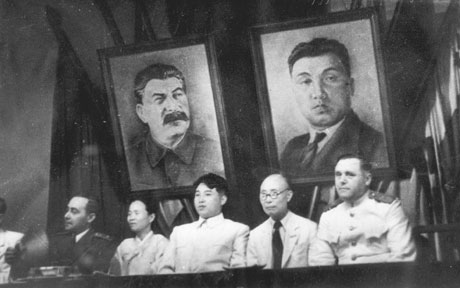
Kim Il-sung (giữa) và Kim Tu-bong (thứ hai từ phải sang) tại cuộc họp chung của Đảng Nhân dân mới và Đảng Lao động Bắc Triều Tiên tại Bình Nhưỡng, ngày 28 tháng 8 năm 1946.

Tháng 9 năm 1945, Kim trở về Triều Tiên cùng với quân đội Xô viết tiến vào để giải giới quân Nhật. Là một đảng viên Cộng sản Trung Quốc, lại là sĩ quan Hồng quân Liên Xô, Kim được các lãnh đạo Liên Xô xem là ứng cử viên sáng giá để nắm quyền lãnh đạo một chính phủ Triều Tiên của những người Cộng sản. Đảng Cộng sản Triều Tiên từng được thành lập vào năm 1925, nhưng sau đó nhanh chóng chia rẽ do mâu thuẫn nội bộ. Bấy giờ, trụ sở chính của Đảng lại nằm ở Seoul, trong vùng chiếm đóng của Hoa Kỳ ở phía Nam. Với sự hậu thuẫn của Liên Xô, Kim vượt lên khỏi vị thế của lãnh tụ phe dân tộc chủ nghĩa là Cho Man-sik lẫn lãnh tụ của Đảng cộng sản Bắc Triều Tiên là Hyun Joon-hyuk, cũng như nhờ vào sự ủng hộ của người dân Triều Tiên đã ủng hộ cuộc chiến của ông chống lại sự chiếm đóng của Nhật Bản. Ông trở thành người đứng đầu của Đảng Cộng sản Triều Tiên ở Địa khu Bắc Triều Tiên với vai trò Trưởng ban Tổ chức Trung ương Đảng Cộng sản ở Bắc Triều Tiên. Khi đó, Kim mới vừa 33 tuổi.
Trong một hội nghị từ ngày 28 đến ngày 30 tháng 8 năm 1946, một cuộc sáp nhập Văn phòng Bắc Triều Tiên của Đảng Cộng sản Triều Tiên và Đảng Tân Nhân dân để thành lập Đảng Lao động Triều Tiên.
Một trong những thành công có ảnh hưởng lâu dài nhất của ông là việc thành lập một đội quân chuyên nghiệp, Quân đội Nhân dân Triều Tiên (NKPA) năm 1948 với lực lượng nòng cốt là du kích và những người lính trước đây đã có được kinh nghiệm trận mạc trong những trận chiến đấu chống lại quân Nhật và sau này là quân đội Trung Hoa Quốc dân đảng. Từ vị thế này, sử dụng các khí tài do Liên Xô viện trợ, Kim đã xây dựng một lực lượng quân đội lớn, thành thạo chiến tranh quy ước và chiến tranh du kích. Trước khi Chiến tranh Triều Tiên bùng nổ, Joseph Stalin đã trang bị cho NKPA các xe tăng hạng trung T-34, xe tải, trọng pháo, và những vũ khí hạng nhẹ (vào thời điểm này, Quân đội Nam Triều Tiên kém hơn nhiều về số lượng quân đội lẫn trang bị). Kim cũng thành lập lực lượng không quân, được trang bị sơ bộ với những máy bay chạy bằng cánh quạt cũ thu được của Nhật và máy bay tiêm kích của Liên Xô. Sau đó, những ứng cử viên phi công Triều Tiên được gửi đến Liên Xô và Trung Quốc để luyện tập trong chiếc máy bay phản lực MiG-15 tại các căn cứ bí mật.
Ngày 9 tháng 9 năm 1948, Cộng hòa Dân chủ Nhân dân Triều Tiên tuyên bố thành lập. Kim trở thành Ủy viên trưởng Đảng Lao động Bắc Triều Tiên, đồng thời giữ chức Thủ tướng. Ngày 30 tháng 6 năm 1949, Đảng Lao động Bắc Triều Tiên trở thành Đảng Lao động Triều Tiên và Kim trở thành Tổng Bí thư của đảng cho đến khi qua đời.

### Phát động chiến tranh

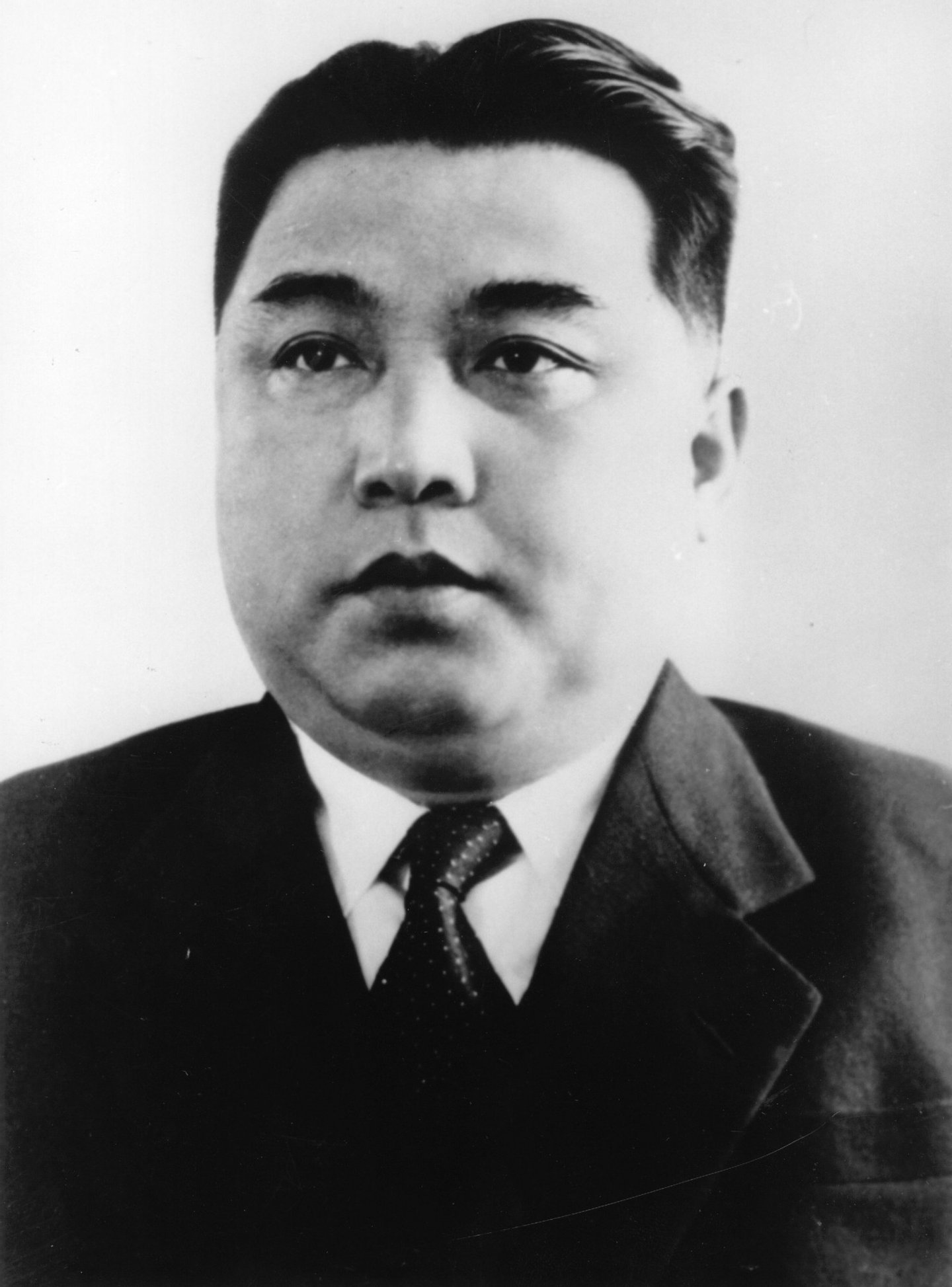
Chân dung Kim Nhật Thành năm 1950

Vùng miền nam bán đảo Triều Tiên do Mỹ chiếm đóng đoạt lại quyền lực từ những "Ủy ban Nhân dân" được điều hành theo từng địa phương và đã thiết lập lại nhiều chủ đất và cảnh sát cũ, những người đã nắm quyền khi Triều Tiên còn dưới sự đô hộ của Nhật Bản. Những động thái này gặp phải sự chống đối nặng nề và sự phản kháng công khai từ một bộ phận dân cư trên các hòn đảo ở ven biển phía Nam.
Sau một số vụ đụng độ ở biên giới (được cho là xuất phát từ lệnh của Mỹ), dường như cuộc chiến là không thể tránh khỏi. Quân đội Nhân dân Triều Tiên tràn qua biên giới vào ngày 25 tháng 6 năm 1950 với dự định thống nhất đất nước. Những nhân chứng ghi chép rằng công cuộc tái thống nhất đất nước của phía Bắc đã nhận được nhiều sự ủng hộ của người dân ở phía Nam. Các tài liệu lưu trữ cho thấy rằng việc tấn công miền Nam là một quyết định của chính Kim chứ không phải ý muốn từ Liên Xô, bởi chính chủ nghĩa dân tộc thôi thúc ông phải thống nhất đất nước. Những bằng chứng cho thấy những điệp viên Liên Xô, thông qua những nguồn tình báo ở chính phủ Mỹ và SIS của Anh, đã thu được những thông tin về hạn chế của kho bom nguyên tử của Mỹ cũng như sự cắt giảm chương trình phòng thủ, khiến cho Stalin kết luận rằng chính quyền Truman sẽ không can thiệp vào Triều Tiên.
Cộng hòa Nhân dân Trung Hoa chỉ ưng thuận một cách miễn cưỡng ý tưởng tái thống nhất Triều Tiên sau khi Kim nói rằng Stalin đã chấp nhận hành động này, và không cung cấp hỗ trợ quân sự trực tiếp (chỉ qua các kênh hậu cần) cho đến khi quân đội nhân danh Liên Hợp Quốc, đa số là thành phần quân Mỹ, gần tiến đến sông Áp Lục vào cuối năm 1950. Lực lượng Triều Tiên đã chiếm được Seoul và phần lớn miền Nam, nhưng bị đánh bật lại ngay sau cuộc đổ bộ lên Inchon của lực lượng Liên Hợp Quốc do Hoa Kỳ lãnh đạo. Đến tháng 10, lực lượng Mỹ đã tái chiếm Seoul vào ngày 19 tháng 10 chiếm được Bình Nhưỡng, buộc Kim và chính quyền của ông phải chạy sang Trung Quốc.
Vào ngày 25 tháng 10 năm 1950, sau khi gửi nhiều cảnh báo can thiệp nếu lực lượng Liên Hợp Quốc không dừng cuộc tiến quân, hàng chục vạn quân Trung Quốc vượt sông Áp Lục và tham chiến như đồng minh của NKPA. Quân đội Liên Hợp Quốc bị buộc phải rút ra và quân đội Trung Quốc tái chiếm được Bình Nhưỡng vào tháng 12 và Seoul vào tháng 1 năm 1951. Vào tháng 3, lực lượng Liên Hợp Quốc và Mỹ bắt đầu một cuộc tấn công mới, chiếm lại Seoul. Các tài liệu của Trung Quốc và Nga từ thời điểm đó cho rằng Kim Nhật Thành ngày càng tuyệt vọng trong việc thiết lập một thỏa thuận ngừng bắn, vì khả năng chiến đấu tiếp theo sẽ thống nhất thành công Triều Tiên đã trở nên xa vời hơn với sự hiện diện của Liên Hợp Quốc và Hoa Kỳ. Kim cũng bất bình khi quân Trung Quốc tiếp quản phần lớn chiến dịch trên lãnh thổ bắc Triều Tiên, và khi lực lượng Trung Quốc đóng tại trung tâm của tiền tuyến, và quân đội Nhân dân Triều Tiên hầu hết bị giới hạn ở sườn bên bờ của mặt trận.
Sau hàng loạt các cuộc tiến công đáp trả từ cả hai phía, chiến tranh Triều Tiên bước vào giai đoạn đánh du kích với chiến tranh đường hầm chiến thuật quy mô lớn, khiến cho toàn mặt trận ổn định, và cuối cùng là kí kết một hiệp định "đình chiến" vĩnh viễn vào ngày 27 tháng 7 năm 1953. Cộng hòa Dân chủ Nhân dân Triều Tiên bị tàn phá nặng nề bởi không quân Mỹ, chỉ còn vài căn nhà còn đứng vững. Khoảng 1,5 - 3 triệu người Triều Tiên bị chết trong chiến tranh, và một danh sách dài các tội ác chiến tranh của các bên tham chiến đã được ghi nhận, bao gồm cả việc Hoa Kỳ sử dụng vũ khí sinh học như lan truyền bệnh dịch tả và dịch hạch, và những cuộc tàn sát cư dân địa phương bị cho là ủng hộ đối phương.

## Nắm quyền lãnh đạo Cộng hòa Dân chủ Nhân dân Triều Tiên

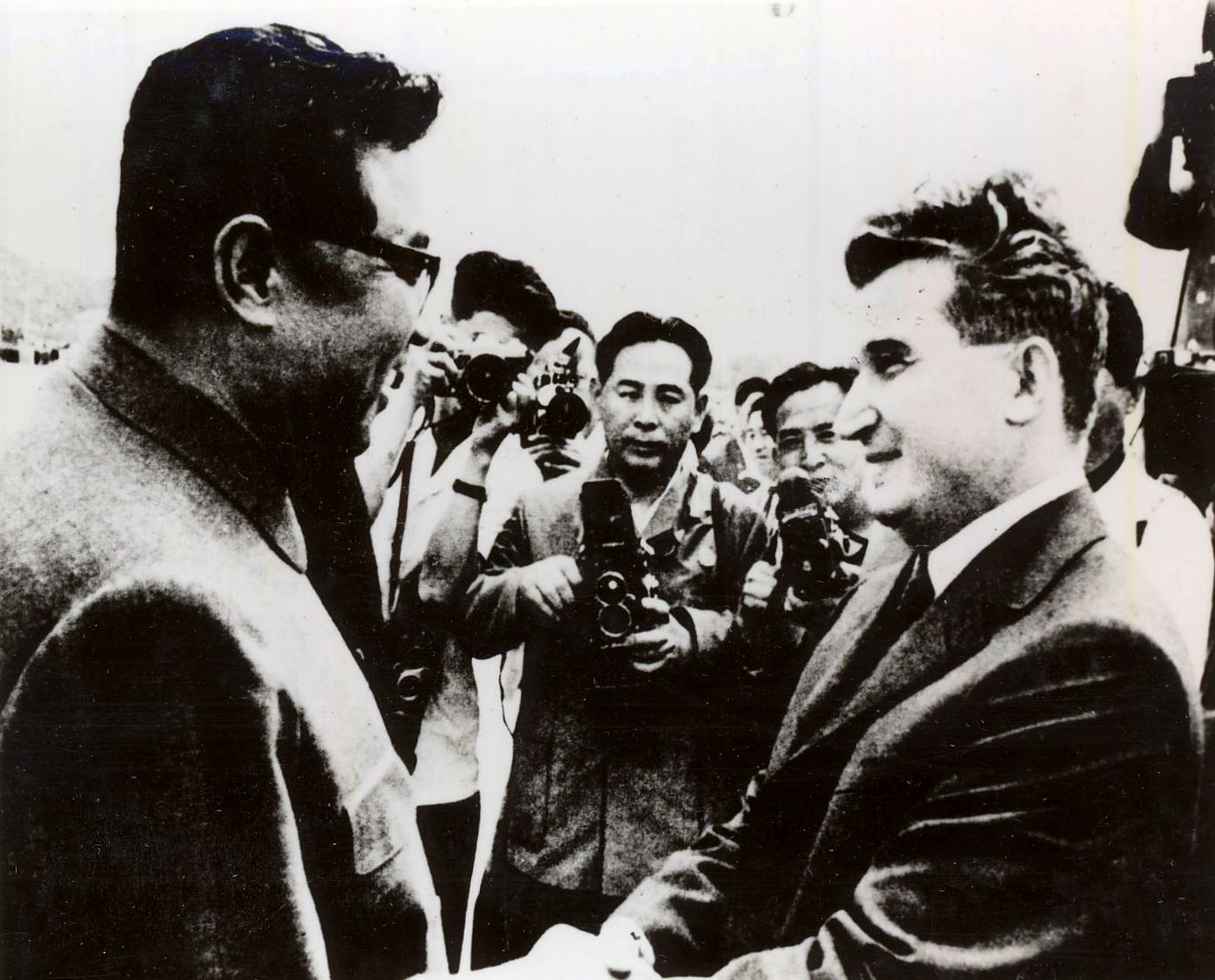
Kim gặp tổng thống Romania Nicolae Ceaușescu ở Bình Nhưỡng, 1971.

Khi Chiến tranh Triều Tiên kết thúc, mặc dù thất bại trong việc thống nhất Triều Tiên, Kim il-sung tuyên bố chiến tranh là một chiến thắng bởi vì Nhà nước CHDCND Triều Tiên vẫn nắm quyền ở miền bắc bán đảo. Trong những năm sau đó, Kim lãnh đạo công cuộc tái thiết đất nước đã bị tàn phá nặng nề do chiến tranh. Ông thực hiện kế hoạch kinh tế quốc gia 5 năm để tạo nên một nền kinh tế mệnh lệnh, với tất cả ngành công nghiệp đều là công hữu và tất cả nền công nghiệp được tập thể hóa. Đất nước hình thành dựa trên nguyên lý chủ nghĩa quân bình, triệt tiêu sự khác biệt về giai cấp và nền kinh tế dựa trên nhu cầu của giai cấp công nhân và nông dân. Công nghiệp nặng và sản xuất vũ khí trở thành thành phần mũi nhọn của nền kinh tế. Trong giai đoạn này, cả hai miền Bắc và Nam Triều Tiên đều duy trì một lực lượng vũ trang khổng lồ để bảo vệ đường ngừng bắn năm 1953 tại vĩ tuyến 38. Không có quân đội nước ngoài đóng quân nào ở CHDCND Triều Tiên, trong khi quân Mỹ vẫn duy trì hàng vạn quân tại Hàn Quốc cũng nhằm nhanh chóng nắm quyền chỉ huy quân sự tại chỗ nếu chiến tranh tái diễn.

Kim Il-sung (phải) và con trai Kim Jong-il (trái)

Trong suốt thập niên 1950, Kim được nhìn nhận là một nhà lãnh đạo Cộng sản chính thống. Ông bác bỏ chính sách phi Stalin hóa của Liên Xô dưới thời Nikita Khrushchev và bắt đầu tạo khoảng cách với nhà người bảo trợ quốc tế này. Cùng với Mao Trạch Đông, nhiều người xem Kim là một nhà lãnh đạo chống chủ nghĩa xét lại có ảnh hưởng trong phong trào cộng sản kể từ năm 1956. Mặc dù vậy, ông cũng không tự mình trở thành một người hoàn toàn ủng hộ Mao. Cũng trong năm 1956, những phần tử chống Kim được khích lệ bởi sự phi Stalin hóa ở Liên Xô xuất hiện để chỉ trích Kim và yêu cầu thay đổi nền chính trị. Sau một thời gian do dự, Kim tiến hành  thanh trừng các phần tử chống đối và buộc những người còn lại phải trục xuất. Pak Hon-yong, một trong những lãnh đạo Đảng Cộng sản Triều Tiên, đã bị xử bắn năm 1955 vì âm mưu đảo chính. Bài phát biểu Juche năm 1955, nhấn mạnh nền độc lập của Triều Tiên, đã ra mắt trong bối cảnh cuộc đấu tranh quyền lực của Kim chống lại các nhà lãnh đạo như Pak, người có sự ủng hộ của Liên Xô. Điều này ít được chú ý vào thời điểm đó cho đến khi truyền thông nhà nước bắt đầu nhắc lại về nó vào năm 1963. Khi Trung-Xô chia rẽ xảy ra vào thập niên 1960, Kim ban đầu đứng về phía người Trung Quốc nhưng không bao giờ làm tổn thương mối quan hệ với Liên Xô. Khi Cách mạng văn hóa nổ ra ở Trung Quốc sau năm 1966, Kim quay sang phía Liên Xô. Cùng lúc đó, ông tạo ra một sự sùng bái cá nhân rộng rãi, và toàn bộ người dân Triều Tiên bắt đầu gọi ông là "Lãnh tụ vĩ đại" (widaehan suryŏng 위대한 수령). Kim phát triển một chính sách và hệ tư tưởng Juche (tự lực tự cường) chứ không chấp nhận trở thành một quốc gia phụ thuộc vào Liên Xô.
Bất chấp sự phản đối của mình đối với việc phi Stalin hóa, Kim không bao giờ chính thức cắt đứt quan hệ với Liên Xô. Ông đã không tham gia vào sự chia rẽ Trung-Xô. Sau khi Khrushchev bị phế truất và thay thế bởi Leonid Brezhnev vào năm 1964, mối quan hệ của Kim với Liên Xô trở nên gần gũi hơn. Đồng thời, Kim ngày càng xa lánh phong cách lãnh đạo bất ổn của Mao, đặc biệt là trong Cách mạng Văn hóa vào cuối những năm 1960. Đến lượt Kim bị Hồng vệ binh của Mao tố cáo. Đồng thời, Kim khôi phục quan hệ với hầu hết các quốc gia cộng sản Đông Âu, chủ yếu là những nhà cầm quyền ở Đông Đức Erich Honecker, và đặc biệt là România Nicolae Ceauşescu, người chịu ảnh hưởng nặng nề bởi ý thức hệ của Kim, và sự sùng bái ông ta ở Romania rất giống với ở CHDCND Triều Tiên. 

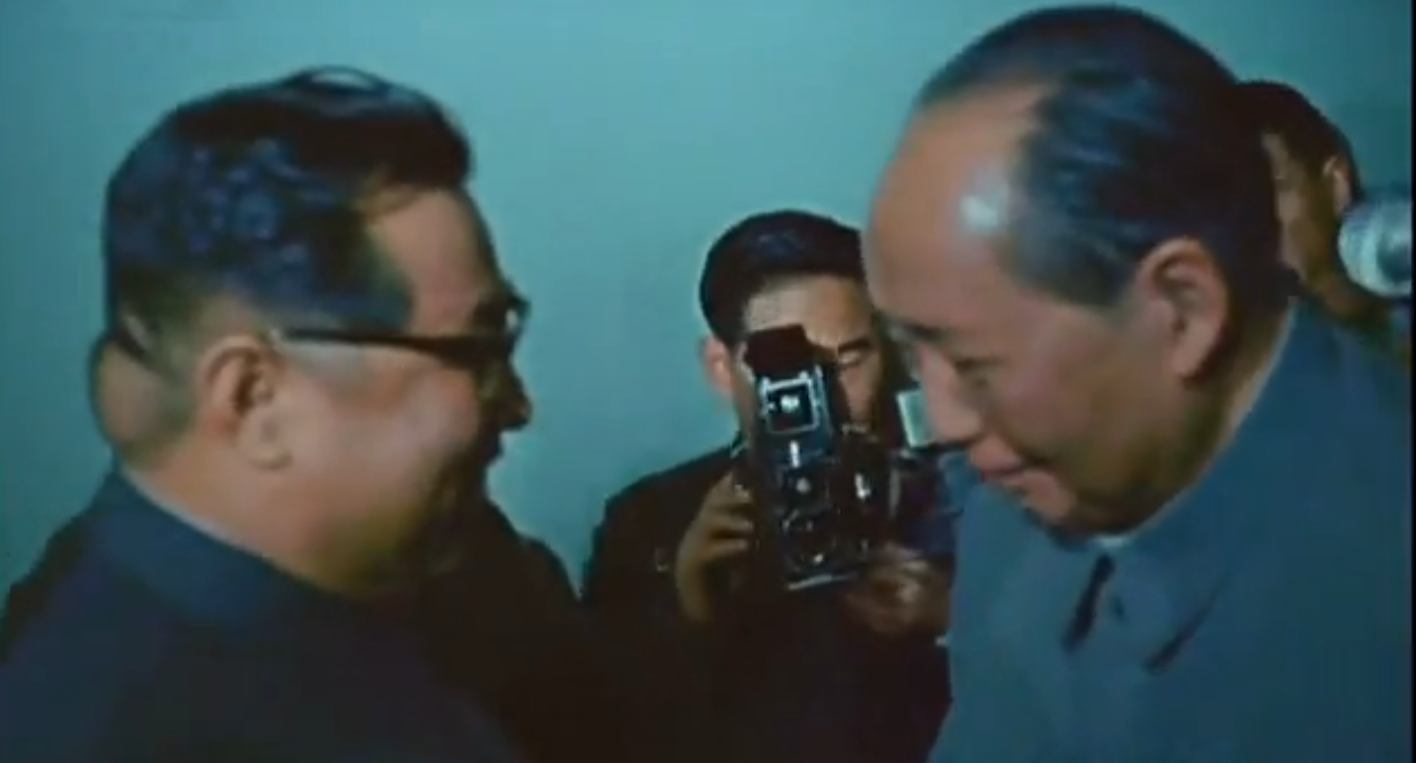
Khối u calci của Kim Il Sung được phát hiện ở phía sau đầu của ông trong một bản tin hiếm hoi về một cuộc họp ngoại giao giữa Kim và Chủ tịch Trung Quốc Mao Trạch Đông tại Bắc Kinh, 1970.

Giữa thập niên 1960, Kim ấn tượng với những nỗ lực của chủ tịch Hồ Chí Minh trong việc thống nhất Việt Nam thông qua chiến tranh du kích và cho rằng một kiểu tương tự như vậy có thể áp dụng ở Triều Tiên. Những nỗ lực xâm nhập và lật đổ do đó được leo thang chống lại lực lượng chiếm đóng Mỹ và sự lãnh đạo mà họ ủng hộ. Những cố gắng đó lên đến cực điểm trong nỗ lực nhằm tấn công Nhà Xanh và ám sát Tổng thống Park Chung-hee. Quân đội Nhân dân Triều Tiên có thái độ thù địch ngày càng mãnh liệt đối với quân đội Hoa Kỳ ở khắp Hàn Quốc, thường xuyên lôi kéo quân Mỹ vào những cuộc đấu súng dọc theo vùng phi quân sự liên Triều. Vụ bắt giữ thủy thủ của tàu do thám USS Pueblo là một trong số đó.
Trong 3 thập niên Kim Nhật Thành lãnh đạo, kinh tế Triều Tiên tăng trưởng với tốc độ cao. Thống kê cho thấy, trong 10 năm sau khi chiến tranh Triều Tiên kết thúc, tốc độ tăng trưởng trung bình của kinh tế Triều Tiên lên tới 25%/năm, có thể coi là mức tăng trưởng cao nhất trên thế giới thời điểm đó. Năm 1960, báo chí Đông Đức khen ngợi Triều Tiên là "kỳ kích phát triển của kinh tế Viễn Đông"
Cuối thập niên 1960, toàn bộ nông thôn Triều Tiên có đường điện. Đầu thập kỷ 1980, 70% diện tích đất canh tác của quốc gia này được tưới tiêu, 95% hoạt động gieo cấy và 70% hoạt động thu hoạch được cơ khí hóa. Năm 1984, lần đầu tiên tổng sản lượng lương thực của Triều Tiên đạt 10 triệu tấn, đáp ứng đủ nhu cầu lương thực trong nước và xuất khẩu một phần. Kinh tế công nghiệp của Triều Tiên thời điểm đó cũng phát triển với tốc độ chóng mặt. Thập niên 1960, 1970 Triều Tiên đã từng cùng Nhật Bản được coi là hai nước công nghiệp lớn của châu Á, là một trong những quốc gia có trình độ hiện đại hóa cao nhất ở khu vực Đông Á. Năm 1979, trong vấn đề hiện đại hóa quốc gia, Hàn Quốc còn thua xa Triều Tiên..
Một hiến pháp mới được ban hành vào tháng 12 năm 1972, trong đó Kim trở thành Chủ tịch nước Cộng hòa Dân chủ Nhân dân Triều Tiên. Đến lúc này, ông đã quyết định rằng con trai ông Kim Jong-il sẽ là người tiếp bước ông, và dần dần giao phó công việc chính quyền cho con trai. Gia đình Kim được quân đội ủng hộ, do những chiến công cách mạng của Kim Nhật Thành và sự ủng hộ của Bộ trưởng Quốc phòng kỳ cựu, O Chin-u. Vào ngày 14 tháng 4 năm 1975, CHDCND Triều Tiên đã ngừng sử dụng chính thức các đơn vị truyền thống của mình và áp dụng hệ thống số liệu. Tại Đại hội Đảng lần thứ 6 vào tháng 10 năm 1980, Kim công khai chỉ định con trai ông làm người kế nhiệm. Năm 1986, một tin đồn lan truyền rằng Kim đã bị ám sát, khiến mối lo ngại về khả năng kế nhiệm của Kim Jong-il. Kim đã xua tan những tin đồn bằng cách tự mình xuất hiện một loạt các lần xuất hiện công khai. Tuy nhiên, người ta đã lập luận rằng vụ việc đã giúp thiết lập trật tự kế vị, là lần đầu tiên diễn ra tại Triều Tiên, điều cuối cùng sẽ xảy ra sau cái chết của Kim Il-Sung vào năm 1994.

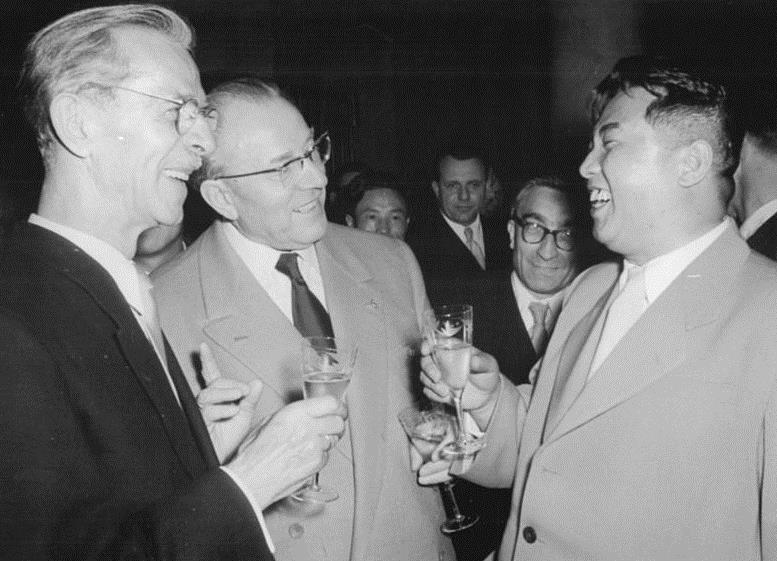
Kim trong chuyến thăm năm 1956 tới Đông Đức, trò chuyện với họa sĩ Otto Nagel và Thủ tướng Otto Grotewohl.

Đến năm 1979, CHDCND Triều Tiên được coi là một quốc gia đã hoàn thành sự nghiệp công nghiệp hóa. Sự phát triển vượt bậc về kinh tế khiến GDP bình quân theo đầu người, tuổi thọ, tỉ lệ người biết chữ của CHDCND Triều Tiên tăng lên nhanh chóng. Chế độ phúc lợi xã hội của CHDCND Triều Tiên thời kỳ đó cũng khá cao, năm 1979 đã thực hiện toàn diện chế độ giáo dục miễn phí và y tế công cộng miễn phí, Nhà nước cung cấp đồ dùng cần thiết gồm áo khoác, áo may ô và giày cho đối tượng từ trẻ em mầm non, học sinh tiểu học đến sinh viên đại học. Và việc phân bố nguồn của cải xã hội ở Triều Tiên khá đồng đều. Khách sạn Ryugyŏng một tòa nhà cao 330m ở Bình Nhưỡng được dự định là khách sạn cao nhất thế giới khi bắt đầu khởi công năm 1987 cũng là trong thời kỳ hoàng kim này (tuy vậy, việc thi công tòa nhà này đã bị trì hoãn kể từ khi kinh tế Triều Tiên bị suy thoái đầu thập niên 1990, đến thời điểm năm 2019 tòa nhà này vẫn chưa được đưa vào sử dụng). Hệ thống tàu điện ngầm Bình Nhưỡng cũng được khánh thành (vào thời điểm đó, rất ít thành phố trên thế giới có hệ thống này)
Nhìn chung, trong thời kỳ này, nhờ sự trợ giúp của khối Xã hội chủ nghĩa và sự tự lực trong nước, kinh tế Triều Tiên phát triển vượt bậc. Giá trị sản xuất công nghiệp tăng 431 lần, sản xuất lương thực tăng 5,6 lần so với năm 1946. Thu nhập bình quân của người dân tăng 65 lần, năm 1986 đã đạt 2.400 USD (tương đương 5.500 USD thời giá năm 2017), thuộc nhóm nước có thu nhập khá cao trên thế giới trong thời kỳ này
Nhưng đến đầu thập niên 1990, Cộng hòa Dân chủ Nhân dân Triều Tiên đã gặp phải những khó khăn ngày càng tăng về kinh tế sau nhiều thập kỷ phát triển thành công. Sự sụp đổ của hệ thống chủ nghĩa xã hội ở Đông Âu và Liên Xô trong thời kỳ 1989–1991 đã đẩy CHDCND Triều Tiên hoàn toàn vào thế cô lập. Do bị mất những bạn hàng lớn thuộc khối xã hội chủ nghĩa, kim ngạch xuất khẩu bị sụt giảm 90%, thu nhập bình quân bị giảm 2/3. Những sự kiện này cùng với sự bao vây cấm vận kinh tế của các nước do Mỹ cầm đầu càng làm tăng thêm khó khăn về kinh tế. Một Triều Tiên trước đây có tốc độ công nghiệp hóa nhanh hơn, tỷ lệ chết ở trẻ sơ sinh thấp hơn, chất lượng sống cao hơn Nam Triều Tiên trong nhiều thập kỷ, đến những năm 1990 đã gặp vô số khó khăn xuất phát từ việc quản trị kinh tế kém cỏi, sự thiếu thốn đối tác thương mại sau khi Liên Xô sụp đổ, Mỹ cấm vận, các trận lụt khủng khiếp. Năm 1994, sau một trận lũ lụt và hạn hán lớn, việc thiếu phân bón do bị cấm vận, thiếu điện để tưới tiêu đã gây ra một nạn đói lớn ở CHDCND Triều Tiên, trong vòng ba năm đã làm chết từ 240.000 tới 3.500.000 người (dân số CHDCND Triều Tiên thời đó là khoảng 22 triệu người). Người dân Triều Tiên gọi thời kỳ này là "cuộc hành quân gian khổ". Nhà lãnh đạo Singapore là Lý Quang Diệu nhận xét rằng:: "Bắc Triều Tiên là một trong những quốc gia được cai trị tệ nhất thế giới, thất bại với cả những nghĩa vụ cơ bản nhất, ví dụ như đảm bảo cho người dân được đủ ăn.
Cộng hòa Dân chủ Nhân dân Triều Tiên thường xuyên lặp lại rằng bán đảo Triều Tiên sẽ được thống nhất trước sinh nhật lần thứ 70 của Kim vào năm 1982, và đã có những nỗi lo sợ từ phương Tây rằng Kim sẽ tiến hành một cuộc Chiến tranh Triều Tiên lần thứ hai. Tuy nhiên, sự chênh lệch về kinh tế và quân sự giữa miền Bắc và miền Nam (nơi vẫn hiện diện quân đội Mỹ) vào thời kỳ đó khiến cho việc này không thể xảy ra.
Khi đã có tuổi, ông Kim xuất hiện một khối u lớn sau cổ - một dạng sỏi, hoặc hok theo tiếng Triều Tiên, thường là kết quả của sự thiếu dinh dưỡng khi ấu thơ. Vị trí này nằm gần não và tủy sống nên không thể giải phẫu. Do hình ảnh không được đẹp này, các nhiếp ảnh gia Triều Tiên luôn luôn chụp ảnh ông từ một góc cố định hơi chếch sang trái, một việc ngày càng khó làm khi khối u trở nên lớn bằng quả bóng chày.
Vào ngày 19 tháng 5 1994, ông Kim đã ra lệnh sử dụng nhiên liệu từ các cơ sở nghiên cứu hạt nhân gây tranh cãi ở Yongbyon. Mặc dù thường xuyên bị các nước phương Tây lên án, Kim vẫn tiếp tục tiến hành nghiên cứu hạt nhân và các chương trình làm giàu uranium. Vào tháng 6 năm 1994, cựu Tổng thống Mỹ Jimmy Carter đã có chuyến thăm Bình Nhưỡng để hội đàm với Kim. Trước sự ngạc nhiên của Hoa Kỳ và IAEA, ông Kim đồng ý dừng chương trình nghiên cứu hạt nhân và có vẻ muốn bắt đầu một mối quan hệ cởi mở hơn với phương Tây.

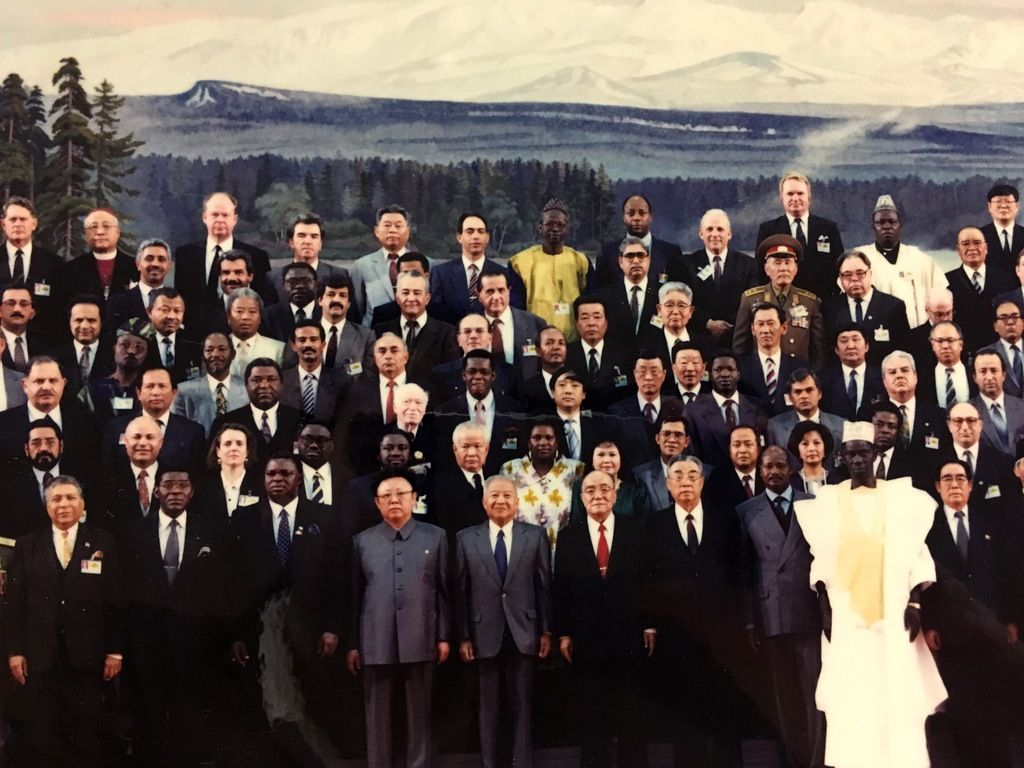
Lễ kỷ niệm sinh nhật lần thứ 80 của Kim Il-sung với các vị khách quốc tế, tháng 4 năm 1992.

Để đảm bảo sự kế thừa lãnh đạo cho con trai và người kế nhiệm được chỉ định là Kim Jong-il, Kim đã chuyển sang làm chủ tịch Ủy ban Quốc phòng của Triều Tiên, cơ quan chịu trách nhiệm chính trong việc kiểm soát các lực lượng vũ trang cũng như quyền chỉ huy tối cao của đất nước Lực lượng quân sự triệu người, Quân đội Nhân dân Triều Tiên, cho con trai của ông vào năm 1991 và 1993. Cho đến nay, ông Kim mặc dù đã mất song vẫn giữ danh hiệu chủ tịch nước, tổng thư ký của Đảng Lao động Triều Tiên, và Chủ tịch Quân ủy Trung ương của Đảng, tổ chức của đảng có quyền giám sát và thẩm quyền tối cao đối với các vấn đề quân sự.

### Ngoại giao
Ngày 31/1/1950, Triều Tiên trở thành nước thứ ba, sau Trung Quốc và Liên Xô, công nhận Việt Nam Dân chủ Cộng hòa thời kỳ đó. Đây là sự công nhận rất ý nghĩa khi Việt Nam đang kháng chiến chống thực dân Pháp.
Ông Kim Nhật Thành đã đến thăm Việt Nam hai lần: thăm chính thức tháng 11-12/1958 và thăm không chính thức tháng 11/1964. Triều Tiên cũng đã từng giúp đỡ Việt Nam trong giai đoạn chiến tranh ác liệt nhất, bao gồm viện trợ máy móc, thiết bị và giúp đào tạo miễn phí hàng ngàn sinh viên Việt Nam.

### Qua đời
Năm 1986, tờ báo Chosun Ilbo của Hàn Quốc từng loan tin "Kim Nhật Thành bị bắn chết". Quân đội Hàn Quốc khi đó cũng khẳng định thông tin, cho biết Triều Tiên đã phát tin này trên loa phóng thanh ở biên giới. Tuy nhiên, lãnh đạo Kim Nhật Thành đã xuất hiện ngay sau đó vài giờ khi đón phái đoàn Mông Cổ tại sân bay Bình Nhưỡng.
Đến thập niên 1990, Triều Tiên gần như bị cô lập với thế giới bên ngoài, ngoại trừ một ít liên hệ với Trung Quốc. Nền kinh tế suy sụp đi nhiều bởi việc mất đi các bạn hàng thuộc khối Xã hội chủ nghĩa, với một nền nông nghiệp không đủ đáp ứng cho dân số do thiếu đất trồng trọt. Trong khi đang cố gắng lãnh đạo đất nước vượt qua khó khăn, Kim Nhật Thành qua đời đột ngột vì trụy tim ở Bình Nhưỡng vào ngày 8 tháng 7 năm 1994 (theo tài liệu của Triều Tiên thì phía sau cổ ông có một khối u biến tướng của u sỏi, đây chính là kết quả sự thiếu dinh dưỡng tuổi ấu thơ và không thể cắt bỏ, chưa có một kết luận liên quan tới bệnh tim trong bệnh án của ông). Một số nguồn mô tả sự việc cụ thể: sau khi nghe tin một viên đô đốc mất do một cơn đau tim, ông đã gọi điện và bị kích động sau khi nghe được thông tin này và vì quá tức giận không giữ nổi bình tĩnh, ông quát vào điện thoại sau đó ông cũng đột ngột lên cơn trụy tim, ngã lăn ra đất và đã qua đời, để lại đất nước đang trong thời kỳ đầy khó khăn cho Kim Jong-il.
Lễ tang ông ở Bình Nhưỡng có hàng trăm ngàn người tham dự, nhiều người trong số đó khóc và kêu gào tên ông trong suốt lễ tang. Thi thể của Kim Nhật Thành được đặt trong một lăng mộ ngoài trời tại Cung tưởng niệm Kumsusan. Thi thể được bảo quản của ông đặt trong một quan tài kính. Đầu ông đặt trên một cái gối và cơ thể được phủ bằng một lá cờ đỏ như một cái chăn, có thể là biểu tượng của Thuyết Chủ thể do ông đề xướng. Bộ phim về lễ tang ở Bình Nhưỡng đã được phát đi trên một số kênh, và hiện nay có thể tìm thấy ở các trang mạng khác nhau.

## Di sản

### Hậu duệ

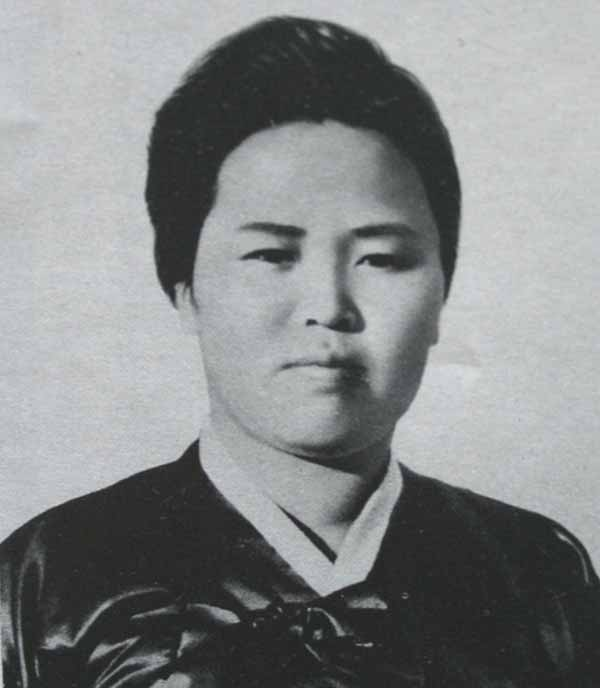
Kim Jong-suk - vợ đầu của Kim Nhật Thành

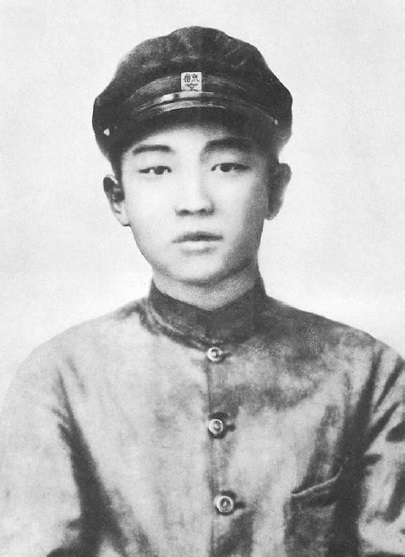
Kim Nhật Thành năm 1927, chân dung được xuất bản trong cuốn tự truyện của ông With the Century

Kim Nhật Thành kết hôn 3 lần. Vợ đầu của ông, Kim Jong-suk, sinh cho ông 2 người con trai và một con gái. Kim Jong-il là con trai trưởng, và người con còn lại (Kim il man, hay Shura Kim) chết vào năm 1947 do một tai nạn khi bơi. Kim Jong-suk chết năm 1949 trong khi đang sinh nở. Kim tái hôn với Kim Sŏng-ae năm 1962 và có nguồn tin cho rằng ông ta có 3 hoặc 4 người con với bà, trong đó có: Kim Yŏng-il, Kim Kyŏng-il và Kim P’yŏng-il. Kim P’yong-il là một người nổi bật trong chính sự Triều Tiên, làm tới chức đại sứ Triều Tiên ở Hungary.
Ngoài ra, Kim còn có những đứa con không chính thức như Kim Hyon-nam (sinh năm 1972, Trưởng Ban Tuyên truyền của Đảng Lao động Triều Tiên từ năm 2002) và Chang-hyŏn (sinh năm 1971, do chị của Kim Jong-Il là Kim Kyŏng-hŭi nuôi).
Cháu nội của ông là Kim Chính Ân, có ngoại hình rất giống ông và là lãnh đạo thế hệ thứ ba của Triều Tiên.
Sau khi Kim Nhật Thành qua đời, ngày sinh nhật và ngày qua đời của ông trở thành ngày quốc lễ của Triều Tiên.
|                      |                      |                      |                      |                      |                      |                    |                    |                        |                        |                        |                        |                        |                        |                        |                        |                        |                        |                       |                       |                       |                       |                     |                     |                       |                       |                       |                       |                       |                       |                        |                        |                        |                        | Kim Bo-hyon 1871–1955   |                         |                         |                         |                         |                         |                       |                       |                        |                        |                        |                        |                        |                        |                          |                          |                          |                          |                          |                          |                   |                   |                    |                    |                    |                    |                    |                    |
|                      |                      |                      |                      |                      |                      |                    |                    |                        |                        |                        |                        |                        |                        |                        |                        |                        |                        |                       |                       |                       |                       |                     |                     |                       |                       |                       |                       |                       |                       |                        |                        |                        |                        |                         |                         |                         |                         |                         |                         |                       |                       |                        |                        |                        |                        |                        |                        |                          |                          |                          |                          |                          |                          |                   |                   |                    |                    |                    |                    |                    |                    |
|                      |                      |                      |                      |                      |                      |                    |                    |                        |                        |                        |                        |                        |                        |                        |                        |                        |                        |                       |                       |                       |                       |                     |                     |                       |                       |                       |                       |                       |                       |                        |                        |                        |                        | Kim Hyong-jik 1894–1926 | Kim Hyong-jik 1894–1926 | Kim Hyong-jik 1894–1926 | Kim Hyong-jik 1894–1926 | Kim Hyong-jik 1894–1926 | Kim Hyong-jik 1894–1926 |                       |                       | Kang Pan-sŏk 1892–1932 | Kang Pan-sŏk 1892–1932 | Kang Pan-sŏk 1892–1932 | Kang Pan-sŏk 1892–1932 | Kang Pan-sŏk 1892–1932 | Kang Pan-sŏk 1892–1932 |                          |                          |                          |                          |                          |                          |                   |                   |                    |                    |                    |                    |                    |                    |
|                      |                      |                      |                      |                      |                      |                    |                    |                        |                        |                        |                        |                        |                        |                        |                        |                        |                        |                       |                       |                       |                       |                     |                     |                       |                       |                       |                       |                       |                       |                        |                        |                        |                        | Kim Hyong-jik 1894–1926 | Kim Hyong-jik 1894–1926 | Kim Hyong-jik 1894–1926 | Kim Hyong-jik 1894–1926 | Kim Hyong-jik 1894–1926 | Kim Hyong-jik 1894–1926 |                       |                       | Kang Pan-sŏk 1892–1932 | Kang Pan-sŏk 1892–1932 | Kang Pan-sŏk 1892–1932 | Kang Pan-sŏk 1892–1932 | Kang Pan-sŏk 1892–1932 | Kang Pan-sŏk 1892–1932 |                          |                          |                          |                          |                          |                          |                   |                   |                    |                    |                    |                    |                    |                    |
|                      |                      |                      |                      |                      |                      |                    |                    |                        |                        |                        |                        |                        |                        |                        |                        |                        |                        |                       |                       |                       |                       |                     |                     |                       |                       |                       |                       |                       |                       |                        |                        |                        |                        |                         |                         |                         |                         |                         |                         |                       |                       |                        |                        |                        |                        |                        |                        |                          |                          |                          |                          |                          |                          |                   |                   |                    |                    |                    |                    |                    |                    |
|                      |                      |                      |                      |                      |                      |                    |                    |                        |                        |                        |                        |                        |                        |                        |                        |                        |                        |                       |                       |                       |                       |                     |                     |                       |                       |                       |                       |                       |                       |                        |                        |                        |                        |                         |                         |                         |                         |                         |                         |                       |                       |                        |                        |                        |                        |                        |                        |                          |                          |                          |                          |                          |                          |                   |                   |                    |                    |                    |                    |                    |                    |
|                      |                      |                      |                      |                      |                      |                    |                    |                        |                        |                        |                        |                        |                        |                        |                        |                        |                        |                       |                       |                       |                       |                     |                     |                       |                       |                       |                       |                       |                       | Kim Jong-suk 1919–1949 | Kim Jong-suk 1919–1949 | Kim Jong-suk 1919–1949 | Kim Jong-suk 1919–1949 | Kim Jong-suk 1919–1949  | Kim Jong-suk 1919–1949  |                         |                         | Kim Il-sung 1912–1994   | Kim Il-sung 1912–1994   | Kim Il-sung 1912–1994 | Kim Il-sung 1912–1994 | Kim Il-sung 1912–1994  | Kim Il-sung 1912–1994  |                        |                        | Kim Sung-ae 1928–?     | Kim Sung-ae 1928–?     | Kim Sung-ae 1928–?       | Kim Sung-ae 1928–?       | Kim Sung-ae 1928–?       | Kim Sung-ae 1928–?       |                          |                          | Kim Yong-ju 1920– | Kim Yong-ju 1920– | Kim Yong-ju 1920–  | Kim Yong-ju 1920–  | Kim Yong-ju 1920–  | Kim Yong-ju 1920–  |                    |                    |
|                      |                      |                      |                      |                      |                      |                    |                    |                        |                        |                        |                        |                        |                        |                        |                        |                        |                        |                       |                       |                       |                       |                     |                     |                       |                       |                       |                       |                       |                       | Kim Jong-suk 1919–1949 | Kim Jong-suk 1919–1949 | Kim Jong-suk 1919–1949 | Kim Jong-suk 1919–1949 | Kim Jong-suk 1919–1949  | Kim Jong-suk 1919–1949  |                         |                         | Kim Il-sung 1912–1994   | Kim Il-sung 1912–1994   | Kim Il-sung 1912–1994 | Kim Il-sung 1912–1994 | Kim Il-sung 1912–1994  | Kim Il-sung 1912–1994  |                        |                        | Kim Sung-ae 1928–?     | Kim Sung-ae 1928–?     | Kim Sung-ae 1928–?       | Kim Sung-ae 1928–?       | Kim Sung-ae 1928–?       | Kim Sung-ae 1928–?       |                          |                          | Kim Yong-ju 1920– | Kim Yong-ju 1920– | Kim Yong-ju 1920–  | Kim Yong-ju 1920–  | Kim Yong-ju 1920–  | Kim Yong-ju 1920–  |                    |                    |
|                      |                      |                      |                      |                      |                      |                    |                    |                        |                        |                        |                        |                        |                        |                        |                        |                        |                        |                       |                       |                       |                       |                     |                     |                       |                       |                       |                       |                       |                       |                        |                        |                        |                        |                         |                         |                         |                         |                         |                         |                       |                       |                        |                        |                        |                        |                        |                        |                          |                          |                          |                          |                          |                          |                   |                   |                    |                    |                    |                    |                    |                    |
|                      |                      |                      |                      |                      |                      |                    |                    |                        |                        |                        |                        |                        |                        |                        |                        |                        |                        |                       |                       |                       |                       |                     |                     |                       |                       |                       |                       |                       |                       |                        |                        |                        |                        |                         |                         |                         |                         |                         |                         |                       |                       |                        |                        |                        |                        |                        |                        |                          |                          |                          |                          |                          |                          |                   |                   |                    |                    |                    |                    |                    |                    |
|                      |                      |                      |                      |                      |                      |                    |                    |                        |                        |                        |                        |                        |                        |                        |                        |                        |                        |                       |                       |                       |                       |                     |                     |                       |                       |                       |                       |                       |                       |                        |                        |                        |                        |                         |                         |                         |                         |                         |                         |                       |                       |                        |                        |                        |                        |                        |                        |                          |                          |                          |                          |                          |                          |                   |                   |                    |                    |                    |                    |                    |                    |
|                      |                      |                      |                      |                      |                      |                    |                    |                        |                        |                        |                        |                        |                        |                        |                        |                        |                        |                       |                       |                       |                       |                     |                     |                       |                       |                       |                       |                       |                       |                        |                        |                        |                        |                         |                         |                         |                         |                         |                         |                       |                       |                        |                        |                        |                        |                        |                        |                          |                          |                          |                          |                          |                          |                   |                   |                    |                    |                    |                    |                    |                    |
| Kim Young-sook 1947– | Kim Young-sook 1947– | Kim Young-sook 1947– | Kim Young-sook 1947– | Kim Young-sook 1947– | Kim Young-sook 1947– |                    |                    | Song Hye-rim 1937–2002 | Song Hye-rim 1937–2002 | Song Hye-rim 1937–2002 | Song Hye-rim 1937–2002 | Song Hye-rim 1937–2002 | Song Hye-rim 1937–2002 |                        |                        | Kim Jong-il 1941–2011  | Kim Jong-il 1941–2011  | Kim Jong-il 1941–2011 | Kim Jong-il 1941–2011 | Kim Jong-il 1941–2011 | Kim Jong-il 1941–2011 |                     |                     | Ko Yong-hui 1953–2004 | Ko Yong-hui 1953–2004 | Ko Yong-hui 1953–2004 | Ko Yong-hui 1953–2004 | Ko Yong-hui 1953–2004 | Ko Yong-hui 1953–2004 |                        |                        | Kim Ok 1964–           | Kim Ok 1964–           | Kim Ok 1964–            | Kim Ok 1964–            | Kim Ok 1964–            | Kim Ok 1964–            |                         |                         | Kim Kyong-hui 1946–   | Kim Kyong-hui 1946–   | Kim Kyong-hui 1946–    | Kim Kyong-hui 1946–    | Kim Kyong-hui 1946–    | Kim Kyong-hui 1946–    |                        |                        | Jang Sung-taek 1946–2013 | Jang Sung-taek 1946–2013 | Jang Sung-taek 1946–2013 | Jang Sung-taek 1946–2013 | Jang Sung-taek 1946–2013 | Jang Sung-taek 1946–2013 |                   |                   | Kim Pyong-il 1954– | Kim Pyong-il 1954– | Kim Pyong-il 1954– | Kim Pyong-il 1954– | Kim Pyong-il 1954– | Kim Pyong-il 1954– |
| Kim Young-sook 1947– | Kim Young-sook 1947– | Kim Young-sook 1947– | Kim Young-sook 1947– | Kim Young-sook 1947– | Kim Young-sook 1947– |                    |                    | Song Hye-rim 1937–2002 | Song Hye-rim 1937–2002 | Song Hye-rim 1937–2002 | Song Hye-rim 1937–2002 | Song Hye-rim 1937–2002 | Song Hye-rim 1937–2002 |                        |                        | Kim Jong-il 1941–2011  | Kim Jong-il 1941–2011  | Kim Jong-il 1941–2011 | Kim Jong-il 1941–2011 | Kim Jong-il 1941–2011 | Kim Jong-il 1941–2011 |                     |                     | Ko Yong-hui 1953–2004 | Ko Yong-hui 1953–2004 | Ko Yong-hui 1953–2004 | Ko Yong-hui 1953–2004 | Ko Yong-hui 1953–2004 | Ko Yong-hui 1953–2004 |                        |                        | Kim Ok 1964–           | Kim Ok 1964–           | Kim Ok 1964–            | Kim Ok 1964–            | Kim Ok 1964–            | Kim Ok 1964–            |                         |                         | Kim Kyong-hui 1946–   | Kim Kyong-hui 1946–   | Kim Kyong-hui 1946–    | Kim Kyong-hui 1946–    | Kim Kyong-hui 1946–    | Kim Kyong-hui 1946–    |                        |                        | Jang Sung-taek 1946–2013 | Jang Sung-taek 1946–2013 | Jang Sung-taek 1946–2013 | Jang Sung-taek 1946–2013 | Jang Sung-taek 1946–2013 | Jang Sung-taek 1946–2013 |                   |                   | Kim Pyong-il 1954– | Kim Pyong-il 1954– | Kim Pyong-il 1954– | Kim Pyong-il 1954– | Kim Pyong-il 1954– | Kim Pyong-il 1954– |
|                      |                      |                      |                      |                      |                      |                    |                    |                        |                        |                        |                        |                        |                        |                        |                        |                        |                        |                       |                       |                       |                       |                     |                     |                       |                       |                       |                       |                       |                       |                        |                        |                        |                        |                         |                         |                         |                         |                         |                         |                       |                       |                        |                        |                        |                        |                        |                        |                          |                          |                          |                          |                          |                          |                   |                   |                    |                    |                    |                    |                    |                    |
|                      |                      |                      |                      |                      |                      |                    |                    |                        |                        |                        |                        |                        |                        |                        |                        |                        |                        |                       |                       |                       |                       |                     |                     |                       |                       |                       |                       |                       |                       |                        |                        |                        |                        |                         |                         |                         |                         |                         |                         |                       |                       |                        |                        |                        |                        |                        |                        |                          |                          |                          |                          |                          |                          |                   |                   |                    |                    |                    |                    |                    |                    |
|                      |                      |                      |                      | Kim Sul-song 1974–   | Kim Sul-song 1974–   | Kim Sul-song 1974– | Kim Sul-song 1974– | Kim Sul-song 1974–     | Kim Sul-song 1974–     |                        |                        | Kim Jong-nam 1971–2017 | Kim Jong-nam 1971–2017 | Kim Jong-nam 1971–2017 | Kim Jong-nam 1971–2017 | Kim Jong-nam 1971–2017 | Kim Jong-nam 1971–2017 |                       |                       | Kim Jong-chul 1981–   | Kim Jong-chul 1981–   | Kim Jong-chul 1981– | Kim Jong-chul 1981– | Kim Jong-chul 1981–   | Kim Jong-chul 1981–   |                       |                       | Kim Jong-un 1983–     | Kim Jong-un 1983–     | Kim Jong-un 1983–      | Kim Jong-un 1983–      | Kim Jong-un 1983–      | Kim Jong-un 1983–      |                         |                         | Ri Sol-ju k. 1986–      | Ri Sol-ju k. 1986–      | Ri Sol-ju k. 1986–      | Ri Sol-ju k. 1986–      | Ri Sol-ju k. 1986–    | Ri Sol-ju k. 1986–    |                        |                        | Kim Yo-jong 1987–      | Kim Yo-jong 1987–      | Kim Yo-jong 1987–      | Kim Yo-jong 1987–      | Kim Yo-jong 1987–        | Kim Yo-jong 1987–        |                          |                          |                          |                          |                   |                   |                    |                    |                    |                    |                    |                    |
|                      |                      |                      |                      | Kim Sul-song 1974–   | Kim Sul-song 1974–   | Kim Sul-song 1974– | Kim Sul-song 1974– | Kim Sul-song 1974–     | Kim Sul-song 1974–     |                        |                        | Kim Jong-nam 1971–2017 | Kim Jong-nam 1971–2017 | Kim Jong-nam 1971–2017 | Kim Jong-nam 1971–2017 | Kim Jong-nam 1971–2017 | Kim Jong-nam 1971–2017 |                       |                       | Kim Jong-chul 1981–   | Kim Jong-chul 1981–   | Kim Jong-chul 1981– | Kim Jong-chul 1981– | Kim Jong-chul 1981–   | Kim Jong-chul 1981–   |                       |                       | Kim Jong-un 1983–     | Kim Jong-un 1983–     | Kim Jong-un 1983–      | Kim Jong-un 1983–      | Kim Jong-un 1983–      | Kim Jong-un 1983–      |                         |                         | Ri Sol-ju k. 1986–      | Ri Sol-ju k. 1986–      | Ri Sol-ju k. 1986–      | Ri Sol-ju k. 1986–      | Ri Sol-ju k. 1986–    | Ri Sol-ju k. 1986–    |                        |                        | Kim Yo-jong 1987–      | Kim Yo-jong 1987–      | Kim Yo-jong 1987–      | Kim Yo-jong 1987–      | Kim Yo-jong 1987–        | Kim Yo-jong 1987–        |                          |                          |                          |                          |                   |                   |                    |                    |                    |                    |                    |                    |
|                      |                      |                      |                      |                      |                      |                    |                    |                        |                        |                        |                        |                        |                        |                        |                        |                        |                        |                       |                       |                       |                       |                     |                     |                       |                       |                       |                       |                       |                       |                        |                        |                        |                        |                         |                         |                         |                         |                         |                         |                       |                       |                        |                        |                        |                        |                        |                        |                          |                          |                          |                          |                          |                          |                   |                   |                    |                    |                    |                    |                    |                    |
|                      |                      |                      |                      |                      |                      |                    |                    |                        |                        |                        |                        | Kim Han-sol 1995–      | Kim Han-sol 1995–      | Kim Han-sol 1995–      | Kim Han-sol 1995–      | Kim Han-sol 1995–      | Kim Han-sol 1995–      |                       |                       |                       |                       |                     |                     |                       |                       |                       |                       |                       |                       |                        |                        | Kim Ju-ae k. 2012–     | Kim Ju-ae k. 2012–     | Kim Ju-ae k. 2012–      | Kim Ju-ae k. 2012–      | Kim Ju-ae k. 2012–      | Kim Ju-ae k. 2012–      |                         |                         |                       |                       |                        |                        |                        |                        |                        |                        |                          |                          |                          |                          |                          |                          |                   |                   |                    |                    |                    |                    |                    |                    |

### Tác phẩm
- Sách Thanh niên nối tiếp đời phải làm cách mạng (1967)
- Phim Mại hoa cô nương (꽃파는처녀, 1972)

Kim Il-sung là tác giả của nhiều tác phẩm. Theo các nguồn của Triều Tiên, số lượng tác phẩm lên tới khoảng 10.800 bài phát biểu, báo cáo, sách, chuyên luận và những thứ khác. Một số, chẳng hạn như Bộ sưu tập hoàn chỉnh gồm 100 tác phẩm của Kim Il Sung (김일성 전집), được xuất bản bởi Nhà xuất bản Đảng Lao động Triều Tiên. Không lâu trước khi chết, ông đã xuất bản một cuốn tự truyện dài 8 tập With the Century.
Theo các nguồn chính thức của CHDCND Triều Tiên, Kim Il-sung là nhà văn gốc của nhiều vở kịch và vở opera. Một trong số đó, The Flower Girl, một vở opera sân khấu mang tính cách mạng, đã được chuyển thể thành phim truyện được sản xuất tại địa phương vào năm 1972.

### Vinh danh

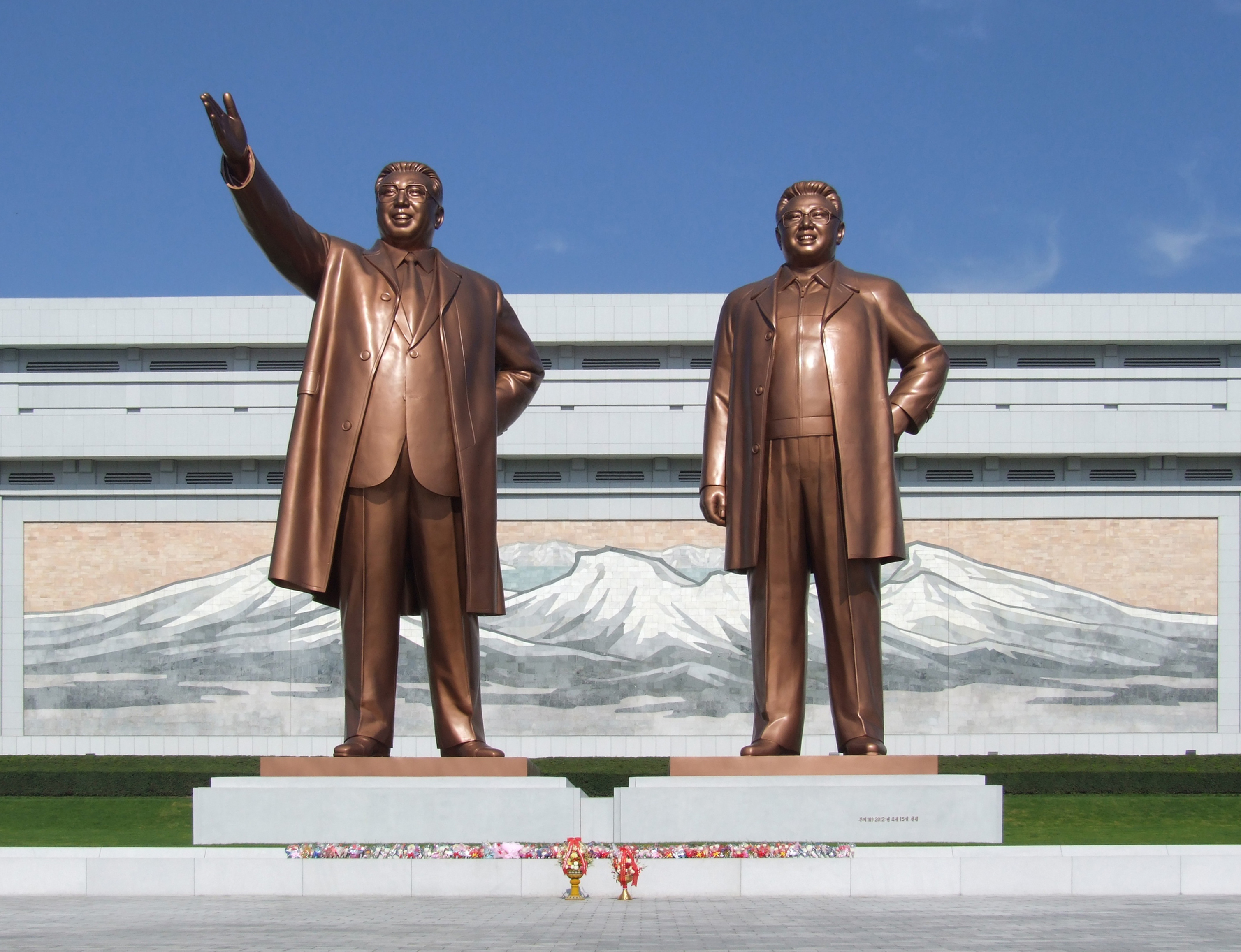
Đài tưởng niệm Mansu Hill Grand, nơi trưng bày hai bức tượng lớn bằng đồng của Kim Il-sung và con trai ông Kim Jong-il.

Có khoảng 500 bức tượng về Kim Nhật Thành ở Triều Tiên. Những nơi đáng chú ý nhất là: Đại học Tổng hợp Kim Nhật Thành, Sân vận động Kim Nhật Thành, Quảng trường Kim Nhật Thành, Cầu Kim Nhật Thành và Tượng Bất Diệt Kim Nhật Thành. Hình ảnh của Kim Nhật Thành chiếm ưu thế ở những nơi gắn liền với giao thông công cộng, được treo ở mỗi nhà ga và sân bay ở CHDCND Triều Tiên. Nó cũng được đặt ở biên giới giữa Trung Quốc và Triều Tiên. Tên của ông được đặt cho một loài hoa lai tạo, hoa Kim Nhật Thành.